# Copa dos Campeões
La Copa dos Campeões (en català: Copa dels Campions) fou una competició futbolística del Brasil disputada entre els millors equips de diversos campionats regionals.
La competició atorgava una plaça per a participar en la Copa Libertadores. Els participants en aquesta competició hi accedien a través de diversos campionats regionals. Aquests eren: 
- Copa Nordeste
- Copa Centro-Oeste
- Copa Norte
- Copa Sul-Minas
- Torneig Rio-São Paulo

## Campions
Font:
- 2000:  Sociedade Esportiva Palmeiras
- 2001:  Clube de Regatas do Flamengo
- 2002:  Paysandu Sport Club